# Metoda zamrażania górotworu
Metoda zamrażania górotworu jest to jedna z wielu metod specjalnych głębienia szybów górniczych, polegająca na wytworzeniu wokół szybu cylindrycznej ścianki mrożeniowej która przeciwstawia się ciśnieniu skał oraz nie dopuszcza na przedostawanie się wody do przodka szybu. 
Mrożenie odbywa się przy pomocy otworów mrożeniowych (w ilości od 37 do 50) rozmieszczonych w szyku kołowym wokół zarysu głębionego szybu.
Metodę tę stosuje się zarówno w wodonośnych skałach luźnych (piaski, iły, gliny), jak i zwięzłych przy dowolnej głębokości ich zalegania, w zasadzie jednak przy przewidywaniu przebijania nią dłuższych odcinków szybu.
Zaletą tej metody jest możliwość sprawdzenia metodą ultradźwiękową zamknięcia pierścienia obudowy oraz głębienie szybu w górotworze płynnym (kurzawki).
Wadą jest energochłonność (potężne agregaty chłodnicze) oraz konieczność dużej kultury technicznej.